# Berlin-Halensee
Berlin-Halensee [ˈhalənˌzeː]  est le nom d'un quartier de Berlin, situé au sein de l'arrondissement de Charlottenbourg-Wilmersdorf depuis la réforme administrative de 2001. Avant cette date, il faisait partie de l'ancien district de Wilmersdorf. C'est le deuxième plus petit des 96 quartiers de Berlin en taille (après le Hansaviertel), mais l'un des plus densément peuplés. Le nom fait référence à l'étang Halensee qui cependant se trouve dans le quartier voisin de Grunewald. 

## Géographie

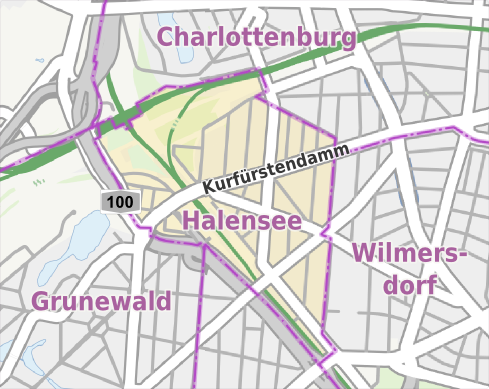
Plan du quartier.

Le quartier de Halensee est situé sur le plateau de Teltow à la bordure occidentale du centre-ville de Berlin.  À l'est il confine au quartier de Wilmerdorf ; au sud et à l'ouest la Bundesautobahn 100 (Stadtring) et le Ringbahn de Berlin le séparent des quartiers de Schmargendorf, de Grunewald et de Westend. Au nord, les voies de la ligne de Berlin à Blankenheim marquent la limite entre Halensee et Charlottenbourg. 
La partie supérieure du boulevard Kurfürstendamm traverse le quartier. La Schaubühne am Lehniner Platz, l'un des célèbres théâtres de la capitale allemande, est située immédiatement à l'ouest.

## Population
Le quartier comptait 14 942 habitants le 1er janvier 2017 selon le registre des déclarations domiciliaires.

## Transports

### Gares de S-Bahn
: 
Berlin-Halensee
Hohenzollerndamm

## Personnalités liées à Halensee
- Lale Andersen, comédienne et chanteuse, Cicerostraße 49
- Albert Bassermann, acteur, Joachim-Friedrich-Straße 54
- Heinz Berggruen,  journaliste, collectionneur, galeriste et marchand d'art, allait à l'école en Halensee
- Soraya Esfandiari Bakhtiari, reine consort d'Iran, Nestorstraße 12
- Adolf von Deines, général mort à Halensee
- Salomo Friedlaender, écrivain et philosophe, Johann-Georg-Straße 20
- Friedrich Hollaender, compositeur et réalisateur, Cicerostraße 14
- Else Lasker-Schüler, poétesse et dessinatrice, Katharinenstraße 5
- Daniel Libeskind, architecte, Kurfürstendamm 96
- Pierre Littbarski,  footballeur, allait à l'école en Halensee
- Lothar de Maizière, homme politique, gère un cabinet juridique en Halensee
- Vladimir Nabokov, écrivain, Nestorstraße 22
- Helmut Newton, photographe, vivait en Halensee
- Ernst Reuter, bourgmestre-gouverneur de Berlin, Lützenstraße 10
- Angelika Schrobsdorff, romancière, vivait en Halensee.
- Alfred Wegener, astronome et climatologue, Georg-Wilhelm-Straße 9
- Klaus Wowereit, bourgmestre-gouverneur de Berlin, vivait en Halensee